# David Foster
David Foster (n. 1944) este un poet, romancier și prozator de non-fictiune de origine australiană.

## Premii
- 1974: The Age Book of the Year for The Pure Land
- 1997: Miles Franklin Award pentru The Glade Within the Grove
- 1999: Courier Mail Book of the Year pentru In the New Country